# 김윤근 (씨름인)

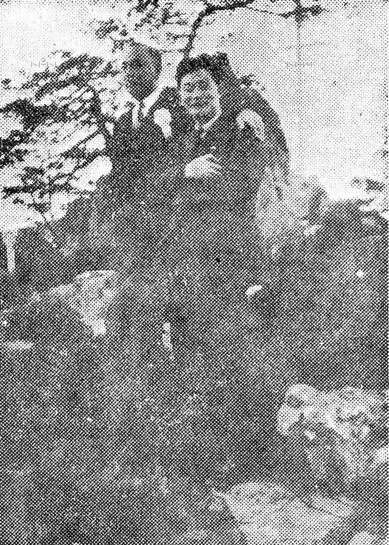
여운형과 김윤근

김윤근(金潤根, ? ~ 1951년)은 대한민국의 씨름인 출신 군인이다.

## 생애

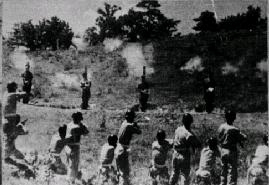
김윤근을 비롯한 5명의 총살형 집행. 1951년.

### 씨름 선수
1928년 이후 전국씨름대회에서 8차례 우승한 씨름꾼이라는 기록만 남아있다. 
일제강점기 최고의 씨름꾼으로 평가받고 있다.

### 국민방위군 사령관
해방 후 여운형과 인연으로 건국치안대에서 활동하였다. 한국 전쟁 발발 후에 신성모의 인연으로 대한청년단 감찰국장이 되었고 후에 국민방위군 사령관(계급은 준장)이 되었다. 그러나 김윤근은 청년활동 및 군 경력은 전무했고, 이후 국민 방위군 사건으로 총살형이 집행되었다.

## 기타
씨름뿐만 아니라 다른 스포츠도 병행했던 것으로 보이며, 유도 4단 자리에 올랐다는 기사가 나오기도 했다.